# Ga Jicheon
Ga Jicheon là ga đường sắt trên Tuyến Gyeongbu.